# О’Ди, Джудит
Джудит о'Ди (англ. Judith O'Dea, 20 апреля 1945, Питтсбург, Пенсильвания) — американская актриса, известная своей ролью Барбары в культовом фильме ужасов «Ночь живых мертвецов» (1968) режиссёра Джорджа Ромеро. О'ди является владелицей компании "O'Dea Communications".

## Фильмография
- «Ночь живых мертвецов» (1968)
- «Клаустрофобия» (2003)
- «October Moon» (2005)
- «November Son» (2008)
- «Зверь Тимо Роуз» (2009)
- «Живые мертвецы» (2012)
- «Ночь живых мертвецов: Генезис» (2015)[3]